# Le Monstre aux filles
Pour plus de détails, voir Fiche technique et Distribution.
Le Monstre aux filles (Lycanthropus) est un film d'épouvante fantastique austro-italien réalisé par Paolo Heusch et sorti en 1961.
C'est un des rares films italiens mettant en scène un loup-garou.

## Synopsis
Dans un pensionnat de filles situé près d'un bois, une jeune femme est retrouvée morte et lacérée. Tout laisse à penser que ce meurtre est le fait d'un des loups qui rôdent dans les environs, et la police s'oriente d'abord vers cette piste. Mais quand d'autres cadavres sont découverts, dont celui de Mme Whitman, les enquêteurs sont confus.
Peu à peu, les indices mènent au professeur de science, un beau jeune homme récemment engagé. Il s'avère que sa maîtresse, le Dr McDonalds, lui concoctait régulièrement un antidote pour l'empêcher de se transformer en loup-garou à la pleine lune...

## Fiche technique
Sauf indication contraire, les informations mentionnées dans cette section peuvent être confirmées par la base de données cinématographiques IMDb,  présente dans la section « Liens externes ».
- Titre français : Le Monstre aux filles[1]
- Titre original italien : Lycanthropus[2]
- Titre allemand : Bei Vollmond Mord[3]
- Réalisation : Paolo Heusch (sous le nom de « Richard Benson »)
- Scénario : Ernesto Gastaldi
- Photographie : Renato Del Frate (sous le nom de « George Patrick »)
- Montage : Giuliana Attenni (it) (sous le nom de « Julian Attenborough »)
- Musique : Armando Trovajoli (sous le nom de « Francis Berman »)
- Décors : Piero Filippone
- Production : Guido Giambartolomei
- Société de production : Royal Film
- Pays de production :  Italie -  Autriche
- Langue originale : italien
- Format : Noir et blanc - 1,66:1 - Son mono - 35 mm
- Durée : 90 minutes (1 h 30[2])
- Genre : Film d'épouvante fantastique[1]
- Dates de sortie :
  - Italie : 9 novembre 1961
  - France : 22 mai 1963
  - Autriche : septembre 1963

## Distribution
- Barbara Lass : Brunilde
- Carl Schell : Julian Olcott
- Luciano Pigozzi : Walter
- Curt Lowens : Le directeur du pensionnat
- Bianca Maria Roccatani (it) (sous le nom de « Maureen O'Connor ») : Sandy
- Maurice Marsac : Alfred Whiteman
- Grace Neame : Docteur McDonalds
- Joseph Mercer : Tommy
- Mary McNeeran : Mary Smith
- Anni Steinert : Sheena Whiteman

## Production
Le film a été tourné en 1961 à Cinecittà et à Rome. Au générique, le réalisateur Paolo Heusch est crédité sous le nom de « Richard Benson ». Le scénariste Ernesto Gastaldi a expliqué qu'il était obligatoire de prendre un pseudo anglais à l'époque dans le cinéma italien car c'était une exigence des producteurs.
L'acteur allemand Curt Lowens incarne le loup-garou du film. Lowens mentionne que les métamorphoses de l'homme en loup-garou étaient tournées à l'envers. On commençait par les scènes où il revêtait la tenue et le maquillage complet du loup-garou, puis on retirait des éléments petit à petit et l'ensemble du processus était ensuite monté à l'envers avec des fondus enchaînés pour représenter la transformation de l'homme en animal. Lowens a décrit le tournage du film comme une expérience chaotique avec des acteurs parlant principalement des langues différentes : français, anglais, italien et allemand.